# Smyčec

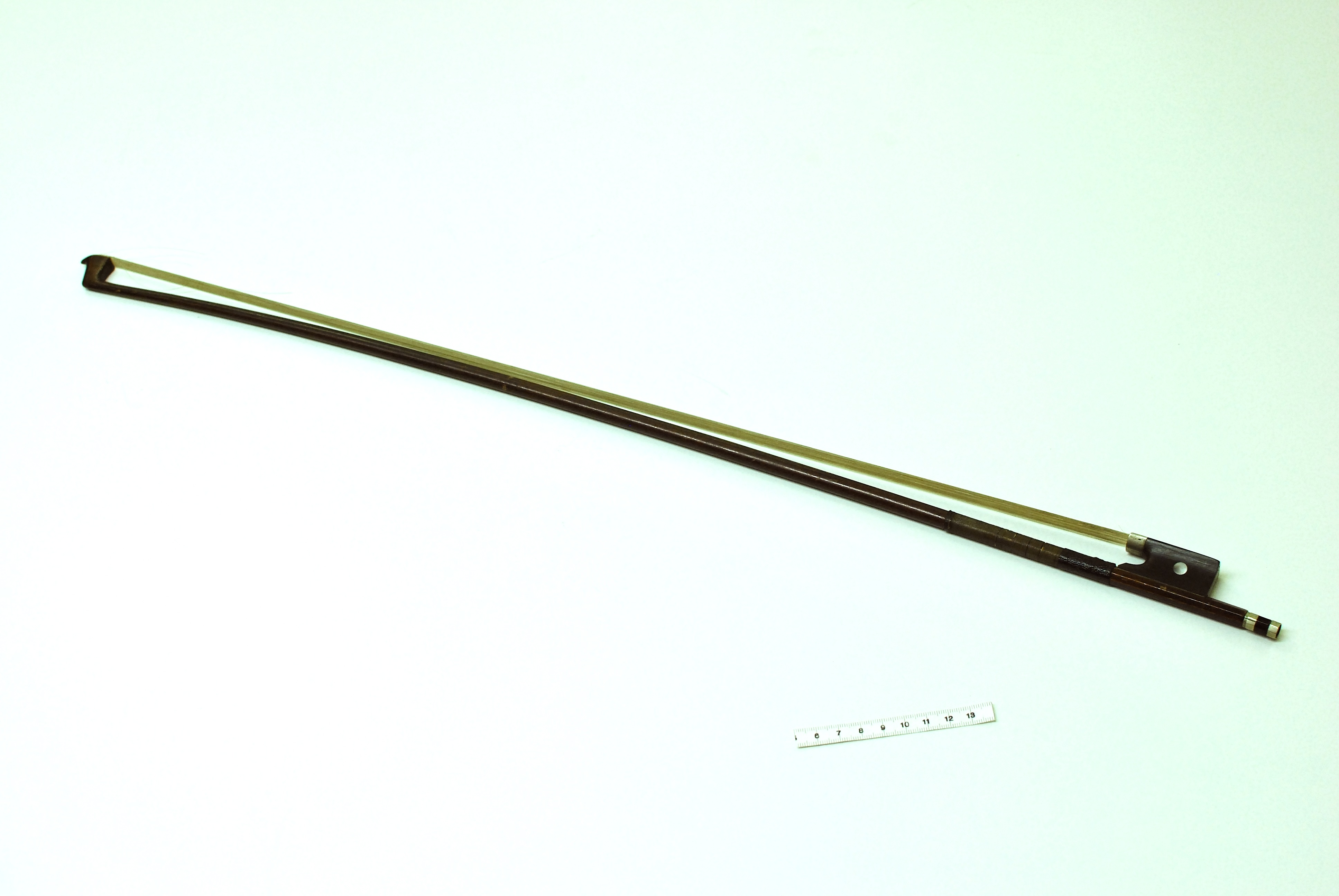
Smyčec

Smyčec je pomůcka zásadního významu potřebná pro hru na smyčcové nástroje (housle, viola, violoncello, kontrabas, viola da gamba a další). Tvoří jej dřevěná hůlka, mezi jejímiž konci jsou napnuty koňské žíně.

## Popis
K výrobě smyčců se používá tvrdé dřevo, zpravidla brazil, fernambuk či jiné exotické dřevo, napuštěné lněným olejem a ošetřené šelakovou politurou. Převážná část délky hůlky (prutu) má kruhový nebo osmihranný průřez. Jeden konec, který se označuje jako špička, je rozšířený a uzpůsobený pro pevné uchycení žíní. Špička je opatřena kostěným plátkem s ebenovou dýhou. Žíně v zádlabu špičky drží pomocí dřevěného klínku. Na opačném konci žíně napíná tzv. žabka, kterou lze posunovat pomocí napínacího šroubku po prutu. Žabka má tělo z ebenu, jiného tvrdého dřeva, kosti či želvoviny, které bývá dekorováno perleťovým očkem a ocelovým, stříbrným nebo zlatým kováním, leckdy zdobeným gravírováním. Žíně jsou v zádlabu žabky opět zajištěny dřevěným klínkem, který je přikrytý perleťovou páskou, a ta je zajištěna kovovým polokroužkem. Mezi žabkou a prutem je matička, která se pohybuje v drážce vyfrézováné v prutu, a plíšek, jenž vede žabku v přímém směru a zabraňuje opotřebení. Prut je v blízkosti žabky, v místě kde se hráč dotýká prutu ukazovákem, ovinut stříbrným drátkem a olepen kůží. 

## Výroba
Výrobou smyčců se zabývají mistři smyčcaři, specializované manufaktury a továrny. Základem je obdélníkový dřevěný přířez, který se rozdělí na dvě části ve tvaru písmene L tak, aby z každé části bylo možné vyrobit jeden smyčec. Tento tvar se po delší straně opracovává soustružením do kruhového průřezu a následně se obrábí ručními hoblíky na požadovaný profil a sílu. Na špičku se nalepí plátek, vyřezává se nožem a dokončuje rašplemi, pilníky a brusnými papíry. Poté se smyčec ohýbá nad ohněm do potřebného tvaru bez použití plastifikačních činidel. Na straně u žabky je vyvrtán otvor pro šroubek a vyfrézována drážka. Po povrchové úpravě a osazení žabkou je smyčec potažen žíněmi a finálně seřízen. Žíně smyčcař před prvním použitím prosytí drcenou kalafunou. Žíňový potah hraním podléhá značnému opotřebení, proto se běžně mění.

## Technika hry
Hráč drží smyčec prsty pravé ruky, přičemž z jedné strany je palec a z druhé ostatní prsty. U kontrabasu se používají dvě odlišné konstrukce smyčce – tzv. francouzská, která umožňuje uvedené držení, a tzv. německá se širokou žabkou; v tomto případě je jiné i držení – v dlani se drží vnější hrana žabky a prostředník je provlečen mezi prutem a žíněmi. Smyčce francouzského typu se používají např. ve Francii, Itálii, Velké Británii a v USA, německý typ převažuje v Německu, Rakousku a ve střední Evropě.
Zvuku se při hře smyčcem dosahuje tahem po jedné nebo dvou sousedních strunách. Díky tomu, že struny neleží v jedné rovině ale jsou napnuty rozmístěné jako na povrchu válce, lze náklonem smyčce zvolit požadovanou strunu či dvojici strun. Pro zvýšení třecího odporu se na žíně nanáší kalafuna. Smyčec strunu rozechvívá příčným tahem, který ji jednak vychyluje a jednak vyvolává její zkroucení (torzi); vždy po dosažení kritické meze dojde k uvolnění obou druhů napětí struny. Torzní deformace je původem charakteristického plného zvuku při hře smyčcem, výrazně odlišného od pouhého drnkání prsty (pizzicato) při kterém k torzi nedochází.
Jednotlivý pohyb smyčcem se označuje jako "smyk"; rozlišuje se tzv. smyk "od žabky", v notách značený symbolem П, a smyk "od špičky" značený symbolem V. V orchestrální hře je obvyklé, že celá nástrojová skupina používá pro docílení homogenního zvuku a dobrého vizuálního dojmu smyk shodný. Pokud není v partituře uveden, je úkolem koncertního mistra - vedoucího nástrojové skupiny provést tzv. smykování - rozhodnout a předat skupině informaci, jakým smykem se bude v které části skladby hrát. Smyčová technika kromě směru pohybu smyčce zhrnuje také různé způsoby tvorby zvuku. Ty se označují italským názvoslovím jako spiccato, détaché, martelé, ricochet, ponticello, col legno a další, a jsou podprobněji popsané v hesle housle.

## Rozměry smyčců
Zatímco délky moderních smyčců jsou víceméně ustálené, hmotnosti jsou značně variabilní a jsou závislé na modelu (tvaru), použitých materiálech a množství žíní. Odchylka od průměru se může pohybovat až okolo 10 gramů. Historické smyčce a jejich kopie určené pro poučenou interpretaci nebo smyčce menších formátů, které jsou určeny dětem, mají hodnoty zcela odlišné.

### Houslový smyčec
- celková délka včetně šroubu: 75 cm
- délka prutu: 73,5 cm
- délka žíní: 65 cm
- tloušťka prutu (průměr): mezi 8,5 mm (u žabky) a 5,3 mm (u špičky)
- celková šířka žíní: 8–9 mm
- průměrná hmotnost: cca 60 g

### Violový smyčec
- délka: stejná jako u houslového smyčce
- průměr: 9 mm až 5,7 mm
- průměrná hmotnost: cca 70 g

### Violoncellový smyčec
- celková délka: 70 cm
- délka žíní: 61 cm
- průměr prutu: 10,6 mm až 7,3 mm
- celková šířka žíní: 11–12 mm
- průměrná hmotnost: cca 80 g

### Kontrabasový smyčec

#### Německá, resp. drážďanská varianta
- průměr prutu u žabky, uprostřed a u špičky: 20, 15 a 10 mm *celková délka: 68,5 cm
- délka prutu: 61 cm
- délka žíní: 53 cm
- celková šířka žíní: 1,8 cm
- výška u žabky: 5 cm
- nejmenší vzdálenost žíní od prutu: 3,5 cm

#### Francouzská varianta
- průměr prutu u žabky, uprostřed a u špičky: 15, 12 a 9 mm
- celková délka: 70 cm
- délka prutu: 61,5 cm
- délka žíní: 53 cm
- celková šířka žíní: 1,7 cm
- výška u žabky: 4,5 cm
- nejmenší vzdálenost žíní od prutu: 2,5 cm

## Historický vývoj

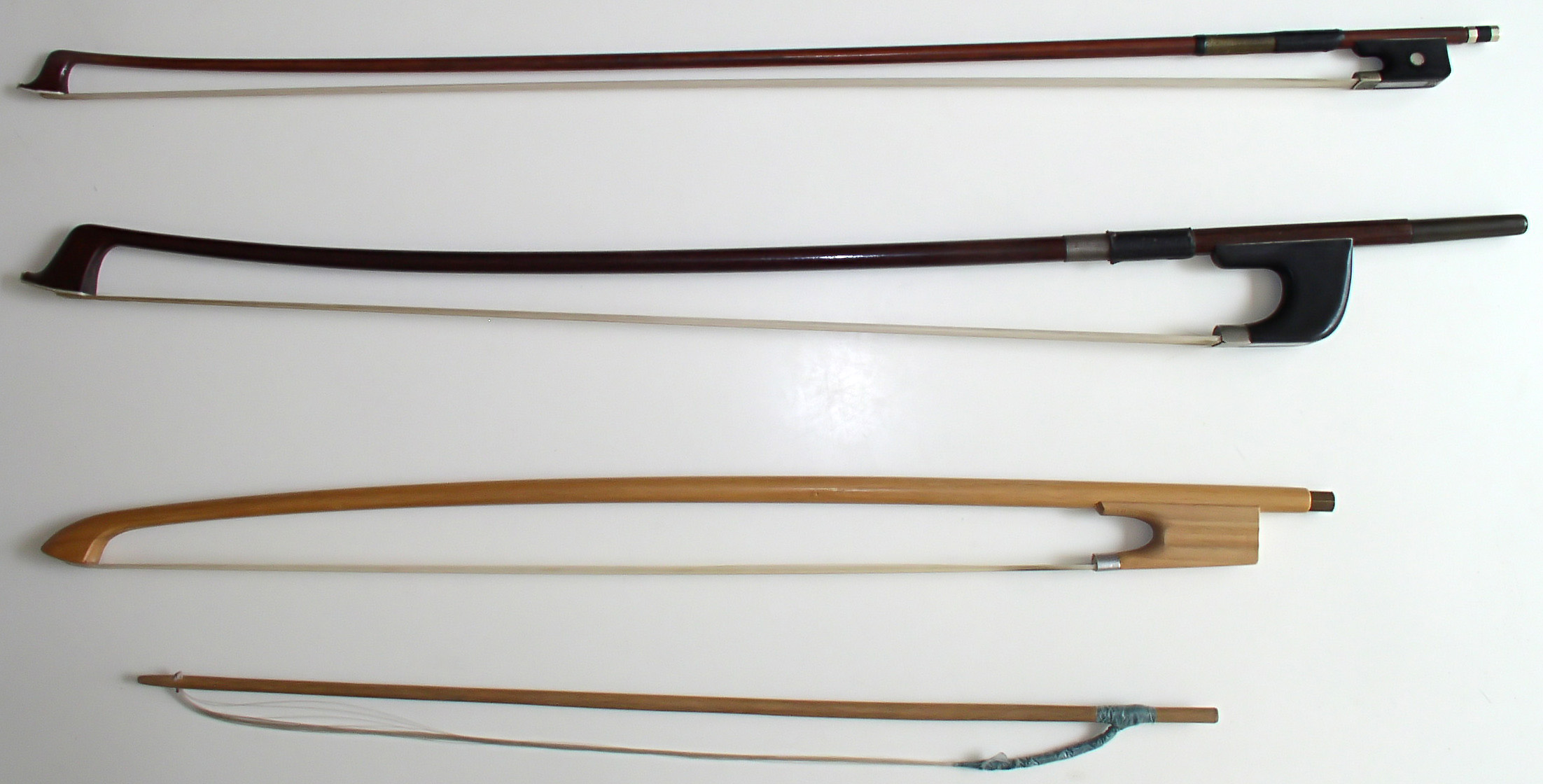
Různé smyčce

Nejstarší smyčce byly dosti odlišné od dnešních – tvarem se podobaly luku a žíně byly na obou koncích pevně uchyceny. Napětí žíní se dosahovalo stiskem prstu, a to prostředníku u violy da gamba a palce u houslí.
V polovině 17. století se smyčce začaly opatřovat sponkou s hřebenovými zářezy na hůlce, které umožňovaly odstupňované napínání žíní. Okolo roku 1700 došlo k prodloužení délky smyčců, aby bylo možno hrát jedním smykem delší tóny. V polovině 18. století se pak vyvinula dnešní podoba žabky se šroubem umožňujícím proměnné nastavení napětí. Tím se zvýšilo maximální napětí a rozšířily možnosti hry smyčcem, např. rychlejší staccato. Po skončení hry je však nutné napětí žíní povolit aby nedocházelo k deformaci prutu a dlouhodobému namáhání žíní. Dnešní smyčce vychází z podoby konce 18. století. Smyčcařem, kterého považujeme za vynálezce současného smyčce, je Francois Tourte. Založil tak věhlasnou francouzskou smyčcařskou tradici. Mezi další slavné smyčcaře patří například Francois Lupot nebo Jaques Lefleur. U nás patří mezi nejznámější Luboš Odlas, Milan Oubrecht, Jana Páclová, Jan Sokol, Tomáš Koštejn a Jan K. Pospíchal.
Nejnověji se smyčce vyrábějí také z kompozitních materiálů obsahujících uhlíková vlákna.